# NGC 5911
NGC 5911 est une vaste et lointaine galaxie elliptique située dans la constellation du Serpent. Sa vitesse par rapport au fond diffus cosmologique est de 11 234 ± 32 km/s, ce qui correspond à une distance de Hubble de 165 ± 12 Mpc (∼538 millions d'al). NGC 5911 a été découverte par l'astronome français Édouard Stephan en 1880.